# Leo Mates
Leo Mates (Osijek, 24. prosinca 1911. — Beograd, 9. rujna 1991.) bio je diplomat, sudionik Narodnooslobodilačke borbe i političar SFR Jugoslavije.

## Životopis
Rođen je u Osijeku 1911. godine u židovskoj obitelji. U Zagrebu je završio gimnaziju i studirao tehniku. Još kao đak viših razreda gimnazije sudjelovao je u revolucionarnom omladinskom pokretu, a za vrijeme studija bio je jedan od rukovoditelja studentskog pokreta na zagrebačkom sveučilištu.
Od 1937. godine bio je član Centralnog komiteta Saveza komunističke omladine Jugoslavije i tajnik Pokrajinskog komiteta SKOJ-a za Hrvatsku. Zbog komunističke aktivnosti u razdoblju od 1933. do 1941. godine, bio je sedam puta uhićivan, izvođen pred Sud za zaštitu države i 26. prosinca 1939. godine osuđen na zatvor u Lepoglavi.
Nakon okupacije Jugoslavije 1941. godine, kao član Mjesnog komiteta KPJ za Zagreb, radio je na organizaciji ilegalnog tiska do početka 1942., kada se pridružio Narodnooslobodilačkoj vojsci Jugoslavije, gdje je bio na raznim vojnim i političkim dužnostima.
Od 1945. godine bio je glavni urednik Tanjuga, nakon čega je radio u diplomaciji. Među ostalim, bio je savjetnik veleposlanstva FNR Jugoslavije u Londonu, veleposlanik u SAD-u (od ožujka 1954.) i stalni predstavnik Jugoslavije u Organizaciji Ujedinjenih naroda. Od rujna 1958. do 1961. godine bio je glavni tajnik predsjednika Jugoslavije, a nakon toga pomoćnik tajnika vanjskih poslova.
Bio je i direktor Instituta za međunarodnu politiku i gospodarstvo u Beogradu, poznati stručnjak za međunarodne odnose i autor više knjiga, od kojih su najznačajnije „Nesvrstanost“ (1970.) i „Politika supersila i oružje“ (1988.). Bio je odlikovan visokim jugoslavenskim i stranim odlikovanjima.
Umro je 9. rujna 1991. godine u Beogradu.